# Бялоґужино
Бялоґужино (пол. Białogórzyno) — село в Польщі, у гміні Білоґард Білоґардського повіту Західнопоморського воєводства.
Населення — 400 осіб (2011).
У 1975—1998 роках село належало до Кошалінського воєводства.

## Демографія
Демографічна структура станом на 31 березня 2011 року:
|          | Загалом | Допрацездатний вік | Працездатний вік | Постпрацездатний вік |
| -------- | ------- | ------------------ | ---------------- | -------------------- |
| Чоловіки | 210     | 60                 | 142              | 8                    |
| Жінки    | 190     | 43                 | 116              | 31                   |
| Разом    | 400     | 103                | 258              | 39                   |